# 膽振綜合振興局
膽振綜合振興局（日语：／ Iburi sōgō shinkōkyoku */?），為日本北海道道央地方的振興局，設於室蘭市。

## 历史
- 1897年11月：設置室蘭支廳，下轄原膽振國虻田郡、有珠郡、室蘭郡、幌别郡、白老郡、勇拂郡。[1]
- 1899年10月：虻田郡俱知安村（今俱知安町及京極町）改隸屬岩內支廳（現在的后志综合振兴局）。
- 1906年：勇拂郡占冠村改隸屬上川支厅。
- 1910年3月1日：虻田郡真狩村（今留壽都村、真狩村、喜茂別町）、狩太村（今新雪谷町）改隸屬後志支廳。
- 1922年8月1日：改名為膽振支廳。
- 2010年4月1日：北海道廢除支廳，改設為膽振綜合振興局。

## 行政區域
- 市部：室蘭市、苫小牧市、登別市、伊達市
- 虻田郡：豐浦町、洞爺湖町
- 有珠郡：壯瞥町
- 白老郡：白老町

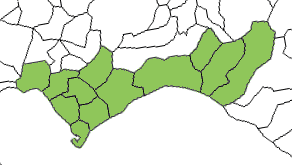
膽振支廳行政區劃

- 勇拂郡：安平町、厚真町、鵡川町